# Saint-Aubin-des-Hayes
Saint-Aubin-des-Hayes är en kommun i departementet Eure i regionen Normandie i norra Frankrike. Kommunen ligger i kantonen Beaumesnil som tillhör arrondissementet Bernay. År 2018 hade Saint-Aubin-des-Hayes 150 invånare.

## Befolkningsutveckling
Antalet invånare i kommunen Saint-Aubin-des-Hayes
Referens:INSEE